# Trafika w Rzeszowie
Trafika w Rzeszowie – zabytkowy obiekt (kiosk) znajdujący się w Rzeszowie, w województwie podkarpackim.

## Historia
Kiosk sprowadzono do Rzeszowa z Wiednia prawdopodobnie w 1909 roku. Pierwotnie umieszczono go po południowej stronie plebanii kościoła św. Wojciecha i św. Stanisława. W latach 20. XX wieku trafika znajdowała się w północnej części placu Farnego, w okolicy współczesnego pomnika Leopolda Lisa-Kuli. W latach 30. XX wieku przeniesiono ją na ul. Sokoła. 
W 1979 roku budynek przeszedł remont generalny. Podczas doprowadzania instalacji ciepłowniczej do innego budynku w 1991 roku kiosk podkopano. W wyniku tego doszło do rozluźnienia drewnianych i ceramicznych elementów wystroju oraz odchylenia budynku od pionu. 27 marca 1992 roku trafikę wpisano do rejestru zabytków pod numerem A-999.

## Architektura
Kiosk stanowi przykład małej architektury epoki modernizmu. Powstał jako budynek drewniano-murowany, na rzucie ośmiokąta. W jego narożnikach drewniane słupy, pomiędzy którymi ścianki wyłożone białymi i granatowymi płytkami ceramicznym tworzącymi wzór szachownicy. W trzech frontowych ścianach okna z harmonijkowymi żaluzjami, umieszczone w drewnianych arkadowych obramieniach. Pod oknami drewniany parapet. Od północnej strony budynku współczesne drzwi. Kiosk nakryty kopulastym hełmem o łuku wklęsło-wypukłym. Hełm pokryty metalowymi, romboidalnymi płytkami i zwieńczony metalową kulą.
Wnętrze zmodernizowane współcześnie. Do budynku doprowadzono instalację elektryczną i wodną.